# Hammatorrhina
Genre
Synonymes
- Tanyrhina Loew, 1862[1]

Hammatorrhina est un genre d'insectes diptères nématocères de la famille des Blephariceridae.

## Liste d'espèces
Selon Catalogue of Life (6 avril 2019) :
- Hammatorrhina bella Loew, 1869
- Hammatorrhina pulchra Edwards, 1927